# Села, Дуди
Давид «Ду́ди» Се́ла (ивр. דודי סלע‎, англ. Dudi Sela; род. 4 апреля 1985 года, Кирьят-Шмона) — израильский профессиональный теннисист. Победитель одного турнира АТР в парном разряде; полуфиналист Кубка Дэвиса (2009) в составе национальной сборной Израиля; победитель одного юниорского турнира Большого шлема в парном разряде (Открытый чемпионат Франции-2003); бывшая девятая ракетка мира в юниорском одиночном рейтинге.

## Общая информация
Родители Давида репатриировались в Израиль из Румынии. Отец — Михаэль работал водителем автобуса, а мать — Анка медсестрой. Среди его тренеров — старший брат Офер. Ещё у него есть брат — Нир и сестра — Ширли.
Начал играть в теннис в семь лет. Среди кумиров в мире тенниса выделяет соотечественника Амоса Мансдорфа и швейцарца Роджера Федерера.
Жена — Марина; у пары есть сын — Илай и дочь — Талия.

## Спортивная карьера
Наивысшая позиция Дуди Селы в старшем юниорском рейтинге — 12 место в одиночном и 16 место в парном разряде. В 2003 году Дуди выиграл Открытый чемпионат Франции среди юношей в парном разряде (партнёр — Дьёрдь Балаш) и дошёл до полуфинала Открытого чемпионата США в одиночном юношеском разряде. Дуди — первый мужчина-теннисист, выигравший юниорский турнир Большого шлема как представитель Израиля.
С 2003 года по 2009 год Села выиграл семь турниров серии «челленджер». Его лучшим достижением в турнирах тура ATP как в этот период, так и позднее является участие в финале турнира в Пекине в сентябре 2008 года (турнир международной серии).
Со сборной Израиля в Кубке Дэвиса Села за тот же период выиграл 16 и проиграл 7 матчей в одиночном разряде; в 2009 году двойная победа Дуди в матче со сборной Швеции позволила сборной Израиля повторить её наивысшее достижение в этом соревновании и попасть в четвертьфинал мировой группы, а победа над Михаилом Южным в четвертьфинальном матче со сборной России, вместе с победами Харэля Леви и израильской пары Рам—Эрлих, обеспечила Израилю досрочную победу и первый в истории команды выход в полуфинал турнира. После выхода в четвёртый круг Уимблдона и полуфинал Кубка Дэвиса Села вошёл в число 30 сильнейших теннисистов мира, однако последовавшая череда неудачных выступлений заставила его взять тайм-аут до конца сезона.
В 2010 году, дойдя до полуфинала на своём первом турнире АТР в сезоне, в дальнейшем Села выступал неуверенно и переместился к августу за пределы первой сотни в рейтинге, несмотря на выигрыш «челленджера» на Родосе (ещё один он выиграл в Ванкувере в начале августа). В 2011 году полоса неудач продолжалась до мая, когда Села, отказавшись от игры на грунтовых кортах, выиграл два подряд азиатских «челленджера» на хардовом покрытии, снова вернувшись в сотню сильнейших, а затем продолжил победную серию на травяных кортах в Ноттингеме, что обеспечило ему уайлд-кард на участие в основной сетке Уимблдонского турнира и место в конце сезона в финальном турнире тура «челленджер». Там он дошёл до финала после победы над первой ракеткой турнира, бразильцем Томасом Беллуччи, но в финале проиграл германскому теннисисту Седрику-Марселю Штебе, взявшему у него реванш за поражение на групповом этапе.
В 2012 году Села выиграл лишь один «челленджер», выбыл за пределы первой сотни рейтинга АТР, и основным его успехом стало возвращение со сборной в Мировую группу Кубка Дэвиса после побед над командами Португалии и Японии. Во встрече с японцами Дуди проиграл обе своих игры, но остальные члены сборной обеспечили победу с общим счётом 3:2. Частично реабилитироваться на индивидуальном уровне ему удалось в следующем сезоне, который он провёл преимущественно в «челленджерах». Завоевав за год три титула, он уверенно вернулся в первую сотню рейтинга, закончив сезон на 73-й позиции. Громких побед в сезоне, в силу специфики турниров, в которых Села участвовал, у него не было, и самым значительным успехом в турнирах АТР стала для него победа в первом круге Мастерса в Майами над 51-й ракеткой мира Маринко Матошевичем. В Кубке Дэвиса Села проиграл все четыре своих встречи, в том числе в матче со сборной Бельгии — соперникам, находившимся намного ниже него в рейтинге; эти неудачи привели к потере командой Израиля места в Мировой группе.
2014 год не был ознаменован для Дуди победами даже в «челленджерах», но ему удалось добавить в свой послужной список ещё один выход в финал на турнире основного тура ATP. Это случилось на Открытом чемпионате Атланты, где занимавший 94-е место в рейтинге Села обыграл четырёх соперников, находящихся в иерархии на более высоких местах, и уступил лишь 12-й ракетке мира Джону Изнеру. В начале года на счету израильтянина была победа также над соперником из первой двадцатки рейтинга — в Ченнаи был переигран Михаил Южный, бывший на тот момент 15-й ракеткой мира. В своём последнем турнире 2014 года — «челленджере» в Хельсинки — Села сумел также дойти до финала и, хотя проиграл там 285-й ракетке мира Юргену Цоппу, в итоге завершил сезон в сотне сильнейших. В 2015 году на Открытом чемпионате Австралии Села впервые с 2009 года дошёл до третьего круга после победы над 30-й ракеткой мира Лукашем Росолом. В дальнейшем, однако, его результаты были не столь хорошими. Лучшим результатом в турнирах АТР для него стал выход в четвертьфинал в турнире базовой категории в Атланте, а бо́льшую часть сезона израильский теннисист провёл в «челленджерах», трижды (в апреле в Турции, в августе в Канаде и в ноябре в Китае) одержав в них победы и закончив год на сотом месте в рейтинге. Ещё один титул в «челленджерах» он завоевал в паре с Амиром Вайнтраубом в конце октября, также в Китае.
В начале 2016 года Села в третий раз за карьеру вышел в третий круг Открытого чемпионата Австралии после победы над 45-й ракеткой мира Фернандо Вердаско, но там уступил Андрею Кузнецову. Выиграв в марте «челленджер» в Шэньчжэне, он довёл число своих титулов в турнирах этого ранга до 20; он стал вторым теннисистом в истории после Лу Яньсюня, добившимся такого результата. Ещё трижды за сезон — в Хэппи-Вэлли (Австралия), Карши (Узбекистан) и Стамбуле — он проигрывал в финалах турниров серии «челленджер». Свои лучшие результаты в турнирах основного тура АТР Села показал по ходу травяного сезона, когда дошёл до четвертьфинала в Ноттингеме (после победы над 30-й ракеткой мира Жуаном Соузой) и Ньюпорте (обыграв действующего чемпиона Раджива Рама). На Олимпиаде в Рио-де-Жанейро он выбыл из борьбы во втором круге, проиграв 13-й ракетке мира Давиду Гоффену. Однако высшего и неожиданного успеха он добился в парном разряде, выиграв на Открытом чемпионате Стамбула с Флавио Чиполлой первый в карьере финал турнира АТР.
На следующий год лучшим результатом Селы в одиночном разряде стал выход в полуфинал турнира АТР в Ченнае — первый такой успех с 2014 года; он также выиграл два «челленджера» и пробился в третий круг на Уимблдонском турнире (после победы над 21-м номером рейтинга Джоном Изнером). Сезон 2018 года для израильтянина закончился уже в июле, после выхода в третий круг турнира АТР в Ньюпорте. Травма руки заставила его сняться с Открытого чемпионата США, и он не вернулся на корт до конца года. Лучшим результатом Селы стал третий круг турнира Мастерс в Индиан-Уэллсе, где он, занимая 97-е место в рейтинге и выйдя из квалификационного отбора как счастливый неудачник, обыграл сначала 50-ю (Петер Гоёвчик), а затем 24-ю (Кайл Эдмунд) ракетку мира.
За 2019 год изральтянин дважды играл в финалаз «челленджеров», завоевав в Литл-Роке свой 23-й титул на этом уровне, а в Кассисе (Франция) разгромно проиграв Жо-Вильфриду Тсонга. Его продолжали преследовать травмы, из-за которых он почти не выступал в два следующих сезона, в 2021 году появившись в соревнованиях впервые только на квалификации к Уимблдонскому турниру. Позже, перед Открытым чемпионатом США, было сообщено, что Села заразился коронавирусом и не сможет принять участия в соревновании.
На счету Дуди три победы над игроками первой десятки мирового тенниса — Фернандо Гонсалесом (7-я ракетка мира на момент игры) в матче Кубка Дэвиса со сборной Чили, Давидом Феррером (5-я ракетка мира на момент игры) в турнире в Пекине и Энди Роддиком (седьмой в мире на момент игры) на турнире в Лондоне.

## Рейтинг на конец года
| Год  | Одиночный рейтинг | Парный рейтинг |
| 2021 | 381               | 1 501          |
| 2020 | 233               | 1 189          |
| 2019 | 142               | 419            |
| 2018 | 236               | 571            |
| 2017 | 67                | 176            |
| 2016 | 96                | 155            |
| 2015 | 100               | 394            |
| 2014 | 98                | 808            |
| 2013 | 73                | 258            |
| 2012 | 109               | 257            |
| 2011 | 83                | 382            |
| 2010 | 75                | 174            |
| 2009 | 43                | 209            |
| 2008 | 112               | 487            |
| 2007 | 64                | 289            |
| 2006 | 202               | 466            |
| 2005 | 170               | 367            |
| 2004 | 308               | 446            |
| 2003 | 259               | 432            |
| 2002 | 473               | 628            |
| 2001 | 1 309             | 993            |

## Выступления на турнирах

### Финалы турнировATPв одиночном разряде (2)

#### Поражения (2)
| Легенда                              |
| ------------------------------------ |
| Турниры Большого шлема (0)           |
| Итоговый турнир ATP (0)              |
| ATP Мастерс 1000 (0)                 |
| ATP International Gold / АТР 500 (0) |
| ATP International / АТР 250 (0+1*)   |

| Титулы по покрытиям | Титулы по месту проведения матчей турнира |
| ------------------- | ----------------------------------------- |
| Хард (0)            | Зал (0)                                   |
| Грунт (0+1*)        | Зал (0)                                   |
| Трава (0)           | Открытый воздух (0+1)                     |
| Ковёр (0)           | Открытый воздух (0+1)                     |

* количество побед в одиночном разряде + количество побед в парном разряде.
| №  | Дата             | Турнир       | Покрытие | Соперник в финале | Счёт           |
| 1. | 28 сентября 2008 | Пекин, Китай | Хард     | Энди Роддик       | 4-6 7-6(6) 3-6 |
| 2. | 27 июля 2014     | Атланта, США | Хард     | Джон Изнер        | 3-6 4-6        |

### Финалы челленджеров и фьючерсов в одиночном разряде (48)

#### Победы (34)
| Условные обозначения |
| Челленджеры (23+5*)  |
| Фьючерсы (11+4)      |

| Титулы по покрытиям | Титулы по месту проведения матчей турнира |
| ------------------- | ----------------------------------------- |
| Хард (32+9*)        | Зал (0)                                   |
| Грунт (0)           | Зал (0)                                   |
| Трава (2)           | Открытый воздух (34+9)                    |
| Ковёр (0)           | Открытый воздух (34+9)                    |

* количество побед в одиночном разряде + количество побед в парном разряде.
| №   | Дата             | Турнир                    | Покрытие | Соперник в финале       | Счёт            |
| 1.  | 13 октября 2002  | Тель-Авив, Израиль        | Хард     | Томислав Перич          | 6-2 6-4         |
| 2.  | 27 октября 2002  | Тель-Авив, Израиль        | Хард     | Томислав Перич          | 3-6 7-6(1) 6-4  |
| 3.  | 30 марта 2003    | Берни, Австралия          | Хард     | Пол Бакканелло          | 4-3 — отказ     |
| 4.  | 20 июля 2003     | Тольятти, Россия          | Хард     | Хуан Пабло Бжежицки     | 6-2 6-4         |
| 5.  | 16 ноября 2003   | Тель-Авив, Израиль        | Хард     | Мохамед-Секу Драме      | 6-7(3) 7-5 6-4  |
| 6.  | 30 ноября 2003   | Тель-Авив, Израиль        | Хард     | Мохамед-Секу Драме      | 7-6(3) 7-6(4)   |
| 7.  | 27 февраля 2005  | Госфорд, Австралия        | Хард     | Садик Кадир             | 6-1 6-1         |
| 8.  | 31 июля 2005     | Лексингтон, США           | Хард     | Бобби Рейнольдс         | 6-3 3-6 6-4     |
| 9.  | 6 августа 2005   | Ванкувер, Канада          | Хард     | Пол Бакканелло          | 6-2 6-3         |
| 10. | 17 сентября 2006 | Клермонт, США             | Хард     | Саша Клёр               | 5-1 — отказ     |
| 11. | 24 сентября 2006 | Коста-Меса, США           | Хард     | Роберт Им               | 7-5 6-4         |
| 12. | 29 октября 2006  | Батон-Руж, США            | Хард     | Изак ван дер Мерве      | 5-7 6-4 6-3     |
| 13. | 12 ноября 2006   | Ваиколоа-Виллидж, США     | Хард     | Лесли Джозеф            | 6-1 6-4         |
| 14. | 19 ноября 2006   | Гонолулу, США             | Хард     | Фриц Волмаранс          | 6-3 6-3         |
| 15. | 22 июля 2007     | Тольятти, Россия          | Хард     | Михаил Ледовских        | 7-6(4) 6-3      |
| 16. | 28 октября 2007  | Сеул, Южная Корея         | Хард     | Константинос Икономидис | 6-4 6-4         |
| 17. | 25 ноября 2007   | Иокогама, Япония          | Хард     | Такао Судзуки           | 6-7(5) 6-4 6-2  |
| 18. | 3 августа 2008   | Ванкувер, Канада          | Хард     | Кевин Ким               | 6-3 6-0         |
| 19. | 2 мая 2010       | Родос, Греция             | Хард     | Райнер Шуттлер          | 7-6(3) 6-3      |
| 20. | 8 августа 2010   | Ванкувер, Канада          | Хард     | Ричардас Беранкис       | 7-5 6-2         |
| 21. | 15 мая 2011      | Пусан, Южная Корея        | Хард     | Тацума Ито              | 6-2 6-7(5) 6-3  |
| 22. | 21 мая 2011      | Фергана, Узбекистан       | Хард     | Грег Джонс              | 6-2 6-1         |
| 23. | 12 июня 2011     | Ноттингем, Великобритания | Трава    | Жереми Шарди            | 6-4 3-6 7-5     |
| 24. | 2 сентября 2012  | Бангкок, Таиланд          | Хард     | Юити Сугита             | 6-1 7-5         |
| 25. | 19 мая 2013      | Пусан, Южная Корея        | Хард     | Александр Богомолов     | 6-1 6-4         |
| 26. | 28 июля 2013     | Астана, Казахстан         | Хард     | Михаил Кукушкин         | 5-7 6-2 7-6(6)  |
| 27. | 13 октября 2013  | Ташкент, Узбекистан       | Хард     | Теймураз Габашвили      | 6-1 6-2         |
| 28. | 12 апреля 2015   | Батман, Турция            | Хард     | Блаж Кавчич             | 6-7(5) 6-3 6-3  |
| 29. | 23 августа 2015  | Ванкувер, Канада          | Хард     | Джон-Патрик Смит        | 6-4 7-5         |
| 30. | 1 ноября 2015    | Сучжоу, Китай             | Хард     | Матия Пекотич           | 6-1 1-0 — отказ |
| 31. | 27 марта 2016    | Шэньчжэнь, Китай          | Хард     | У Ди                    | 6-4 6-3         |
| 32. | 15 января 2017   | Канберра, Австралия       | Хард     | Ян-Леннард Штруфф       | 3-6 6-4 6-3     |
| 33. | 18 июня 2017     | Ноттингем, Великобритания | Трава    | Томас Фаббиано          | 4-6 6-4 6-3     |
| 34. | 9 июня 2019      | Литл-Рок, Арканзас, США   | Хард     | Ли Док Хи               | 6-1 4-3 — отказ |

#### Поражения (14)
| №   | Дата             | Турнир                    | Покрытие | Соперник в финале        | Счёт                |
| 1.  | 20 октября 2002  | Тель-Авив, Израиль        | Хард     | Филипп Мухометов         | 3-6 4-6             |
| 2.  | 25 мая 2003      | Верона, Италия            | Грунт    | Томас Тенкони            | 6-4 0-6 2-6         |
| 3.  | 23 ноября 2003   | Тель-Авив, Израиль        | Хард     | Амир Хадад               | 2-6 3-6             |
| 4.  | 8 июля 2007      | Пособланко, Испания       | Хард     | Адриан Менендес Масейрас | 4-6 6-0 5-7         |
| 5.  | 18 ноября 2007   | Гаосюн, Тайвань           | Хард     | Лу Яньсюнь               | 3-6 3-6             |
| 6.  | 20 ноября 2011   | Финал Мирового Тура       | Хард(i)  | Седрик-Марсель Штебе     | 2-6 4-6             |
| 7.  | 14 июля 2013     | Стамбул, Турция           | Хард     | Беньямин Беккер          | 1-6 6-2 2-3 — отказ |
| 8.  | 16 ноября 2014   | Хельсинки, Финляндия      | Хард(i)  | Юрген Цопп               | 4-6 7-5 6-7(6)      |
| 9.  | 10 января 2016   | Хэппи-Вэлли, Австралия    | Хард     | Тэйлор Фритц             | 6-7(7) 2-6          |
| 10. | 8 мая 2016       | Карши, Узбекистан         | Хард     | Марко Тепавац            | 6-2 3-6 6-7(4)      |
| 11. | 18 сентября 2016 | Стамбул, Турция           | Хард     | Малик Джазири            | 6-1 1-6 0-6         |
| 12. | 17 февраля 2019  | Бангкок, Таиланд          | Хард     | Хенри Лааксонен          | 2-6 4-6             |
| 13. | 19 мая 2019      | Кванджу, Республика Корея | Хард     | Джейсон Джунг            | 4-6 2-6             |
| 14. | 8 сентября 2019  | Кассис, Франция           | Хард     | Жо-Вильфрид Тсонга       | 1-6 0-6             |

### Финалы турнировATPв одиночном разряде (1)

#### Победы (1)
| №  | Дата       | Турнир          | Покрытие | Партнёр        | Соперники в финале             | Счёт           |
| 1. | 1 мая 2016 | Стамбул, Турция | Грунт    | Флавио Чиполла | Андрес Мольтени Диего Шварцман | 6-3 5-7 [10-7] |

### Финалы челленджеров и фьючерсов в парном разряде (17)

#### Победы (9)
| №  | Дата            | Турнир                     | Покрытие | Партнёр         | Соперники в финале               | Счёт              |
| 1. | 13 октября 2002 | Тель-Авив, Израиль         | Хард     | Томер Суисса    | Кристиан Грунес Тома Оже         | 3-6 6-2 6-3       |
| 2. | 20 октября 2002 | Тель-Авив, Израиль         | Хард     | Томер Суисса    | Мейр Дери Элиран Дуев            | 6-4 6-1           |
| 3. | 3 ноября 2002   | Тель-Авив, Израиль         | Хард     | Томер Суисса    | Кристиан Грунес Тома Оже         | 6-0 6-2           |
| 4. | 3 декабря 2005  | Рамат-ха-Шарон, Израиль    | Хард     | Виктор Колик    | Александр Недовесов Денис Павлов | 6-3 6-3           |
| 5. | 18 ноября 2007  | Гаосюн, Тайвань            | Хард     | Стивен Амритраж | Рик де Вуст Пьер-Людовик Дюкло   | 6-4 7-6(4)        |
| 6. | 22 июля 2012    | Бингемтон, США             | Хард     | Харел Сруго     | Адриан Боссел Майкл Макклюн      | 6-2 3-6 [10-8]    |
| 7. | 31 марта 2013   | Ле-Госье, Франция          | Хард     | Джимми Ван      | Филипп Маркс Флорин Мерджа       | 6-1 6-2           |
| 8. | 25 октября 2015 | Нинбо, Китай               | Хард     | Амир Вайнтрауб  | Никола Мектич Франко Шкугор      | 6-3 3-6 [10-6]    |
| 9. | 27 января 2019  | Берни, Тасмания, Австралия | Хард     | Ллойд Харрис    | Мирза Башич Томислав Бркич       | 6-3 6-7(3) [10-8] |

#### Поражения (8)
| №  | Дата            | Турнир             | Покрытие | Партнёр          | Соперники в финале             | Счёт           |
| 1. | 25 ноября 2001  | Ашкелон, Израиль   | Хард     | Элиран Дуев      | Бенедикт Штронк Мариуш Цай     | 6-7(1) 2-6     |
| 2. | 27 июля 2003    | Реканати, Италия   | Хард     | Родольф Кадар    | Мануэль Хоркера Франк Мозер    | 4-6 5-7        |
| 3. | 30 ноября 2003  | Тель-Авив, Израиль | Хард     | Саар Стил        | Лазарь Магдинчев Гергей Хултай | 4-6 4-6        |
| 4. | 17 октября 2004 | Лаббок, США        | Хард     | Лазарь Магдинчев | Жюльен Кассен Филип Губенко    | 6-2 6-7(5) 4-6 |
| 5. | 19 марта 2006   | Хошимин, Вьетнам   | Хард     | Якоб Адактуссон  | Ли Хён Тхэк Сесил Мамит        | 4-6 2-6        |
| 6. | 6 мая 2006      | Атланта, США       | Грунт    | Харел Леви       | Хьюго Армандо Андре Са         | 4-6 4-6        |
| 7. | 6 мая 2007      | Лансароте, Испания | Хард     | Ноам Окун        | Люк Буржуа Рик де Вуст         | 3-6 1-6        |
| 8. | 14 мая 2017     | Сеул, Южная Корея  | Хард     | Томас Фаббиано   | Пэн Сяньинь Се Чжэнпэн         | 1-5 — отказ    |